# Ralph McQuarrie

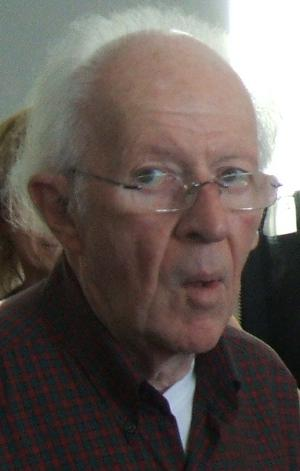
Ralph McQuarrie (2008)

Ralph McQuarrie (* 13. Juni 1929 in Gary, Indiana; † 3. März 2012 in Los Angeles, Kalifornien) war ein US-amerikanischer Illustrator im Bereich der Concept Art.

## Leben
Der während der Wirtschaftskrise der 1920er Jahre in Indiana geborene McQuarrie stammte aus einer Künstlerfamilie. Sein Großvater besaß einen kleinen Verlag in der Stadt, und sowohl er als auch Ralphs Mutter waren Maler. Im Alter von 10 Jahren belegte Ralph Kunstkurse. Nach einem regulären Studium ging er zu Boeing in Seattle und illustrierte, als jüngster einer Gruppe von etwa 50 Künstlern, die neuesten Entwürfe von Flugzeugen und Raumschiffen. Nach seiner Anstellung bei Boeing arbeitete er an einer Reihe unterschiedlicher Projekte, darunter auch der künstlerischen Interpretation der Mondmission für CBS. Mit dieser Aufgabe erregte er die Aufmerksamkeit der Unterhaltungsindustrie. Bald malte er Hintergründe für Trickfilme und fertigte Zeichnungen für Filmposter an.
1975 engagierte ihn George Lucas, um an den Produktionszeichnungen für Star Wars mitzuarbeiten. Zu dieser Zeit war der Film noch in der Entwicklungsphase. McQuarries Zeichnungen, in Kombination mit Lucas’ Drehbuch, konnten jedoch die Verantwortlichen bei 20th Century Fox überzeugen, die Produktion zu finanzieren. McQuarries Konzepte und Entwürfe waren auch bei der Herstellung des Produktionsdesigns und der Kostüme des Films unentbehrlich.
Als talentierter Konzeptzeichner mit lebhafter Vorstellungskraft war Ralph McQuarrie eine der wichtigsten kreativen Triebkräfte hinter den ersten drei Star-Wars-Filmen. Einige Quellen gehen davon aus, dass sich McQuarrie auf Anweisung von Lucas massiv durch konkrete Vorlagen inspirieren ließ. McQuarrie gönnte sich in Das Imperium schlägt zurück einen kurzen Cameo-Auftritt als General McQuarrie.
Außer vielen konzeptionellen Entwürfen fertigte McQuarrie Matte Paintings für Das Imperium schlägt zurück und Die Rückkehr der Jedi-Ritter an. Unter seinen anderen Projekten befinden sich Unheimliche Begegnung der dritten Art, Battlestar Galactica und E.T. – Der Außerirdische. Zuletzt gestaltete McQuarrie Umschläge für Science-Fiction-Bücher und realisierte ab und zu Konzepte und Entwürfe für Filme. Er hat neun neue Star-Wars-Bilder für The Illustrated Star Wars Universe hergestellt, das seine alten und neuen Arbeiten kombiniert. Für die Mitarbeit am Film Cocoon erhielt McQuarrie den Oscar.
1997 wirkte McQuarrie (neben unter anderem George Lucas, Irvin Kershner und Rick McCallum) an Laurent Bouzereaus Buch The Annotated Screenplays (ISBN 978-0345409812) mit, welches Die Entwicklung der ersten drei Star Wars Filme darstellte.
McQuarrie starb im Alter von 82 Jahren am 3. März 2012 in seinem Haus in Berkeley an einer Komplikation seiner Parkinson-Krankheit.

## Filmografie
- 1977: Krieg der Sterne (Star Wars)
- 1978: Star Wars Holiday Special (The Star Wars Holiday Special)
- 1980: Das Imperium schlägt zurück (The Empire Strikes Back)
- 1981: Jäger des verlorenen Schatzes (Raiders of the Lost Ark)
- 1982: E.T. – Der Außerirdische (E.T. the Extra-Terrestrial)
- 1983: Die Rückkehr der Jedi-Ritter (Return of the Jedi)
- 1985: Cocoon
- 1986: Star Trek IV: Zurück in die Gegenwart (Star Trek IV: The Voyage Home)